# Болашакский сельский округ (Западно-Казахстанская область)
Болашакский сельский округ — административно-территориальное образование в Казталовском районе Западно-Казахстанской области.

## Административное устройство
1. село Болашак
2. село Копкутир
3. село Жана тан
4. село Аккурай